# Болгары

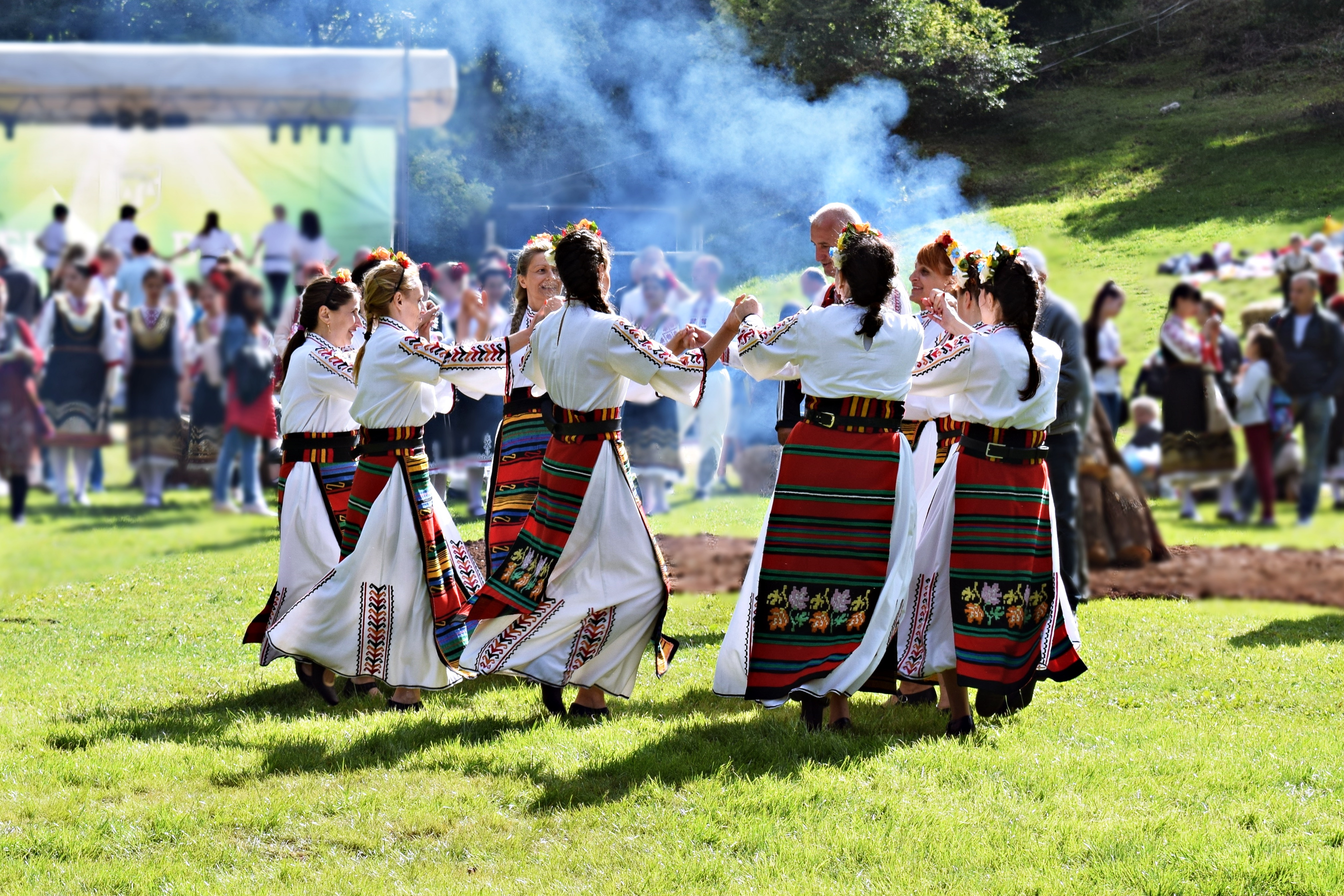
Болгарский народный танец хоро

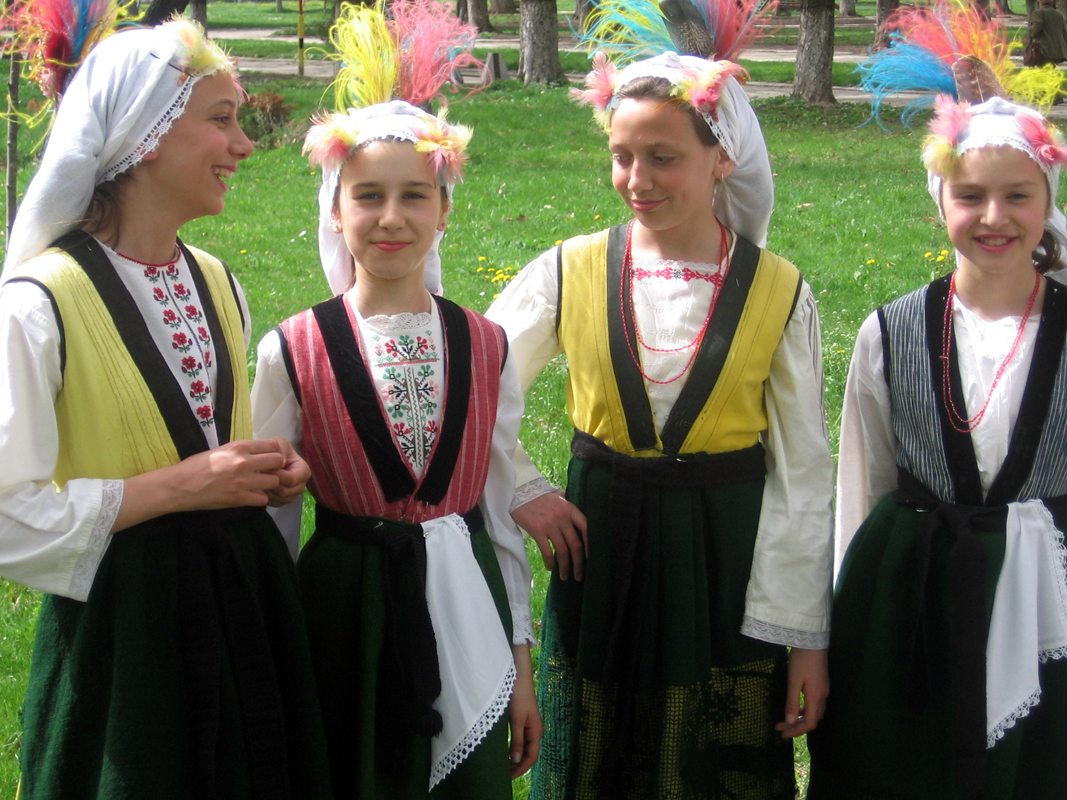
Девушки празднуют Лазарование, Габра, Софийская область

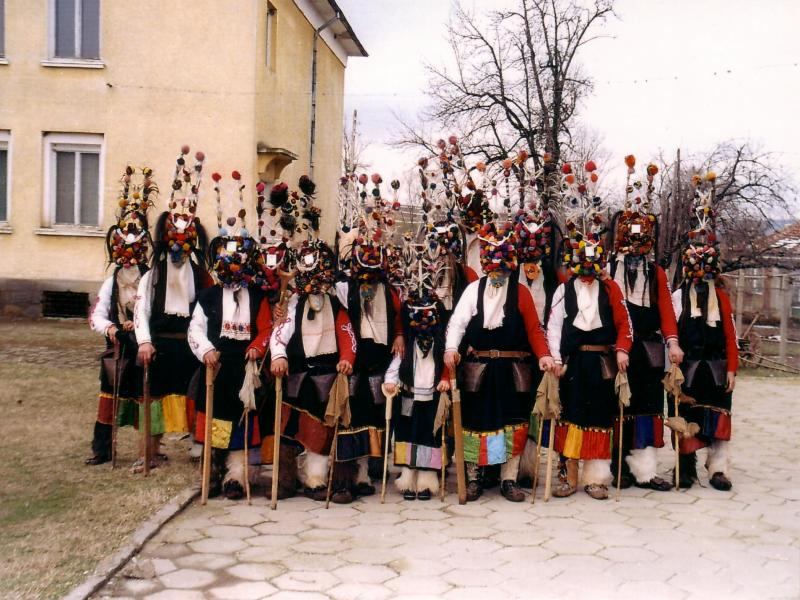
Кукеры из района Бургаса

Болга́ры (болг. българи) — южнославянский народ, возникший в эпоху раннего Средневековья как итог слияния булгар и славянских племён с остатками местного населения Балкан — прежде всего, фракийцев. Являются основным населением Болгарии — 85 % населения в 2011 году.
Болгары живут также на юге Украины и Молдавии, в пограничных с Болгарией районах Северной Македонии, Греции, Сербии, Румынии, а также в США, Канаде, Южной Америке и Австралии. 
Язык — болгарский. В основе письменности лежит кириллица.
Основная часть верующих — православные, имеются также мусульмане, католики и протестанты.

## Численность и регионы проживания
Болгары проживают в Болгарии, Северной Македонии, Греции, Албании, Сербии, странах Европейского союза, на Украине, в Молдавии, России (см. болгары в России), Казахстане, США, Канаде, Австралии и в других странах. Общая численность — около 7 млн.

## Этногенез
См. также статью: Антропологические и генетические исследования болгар

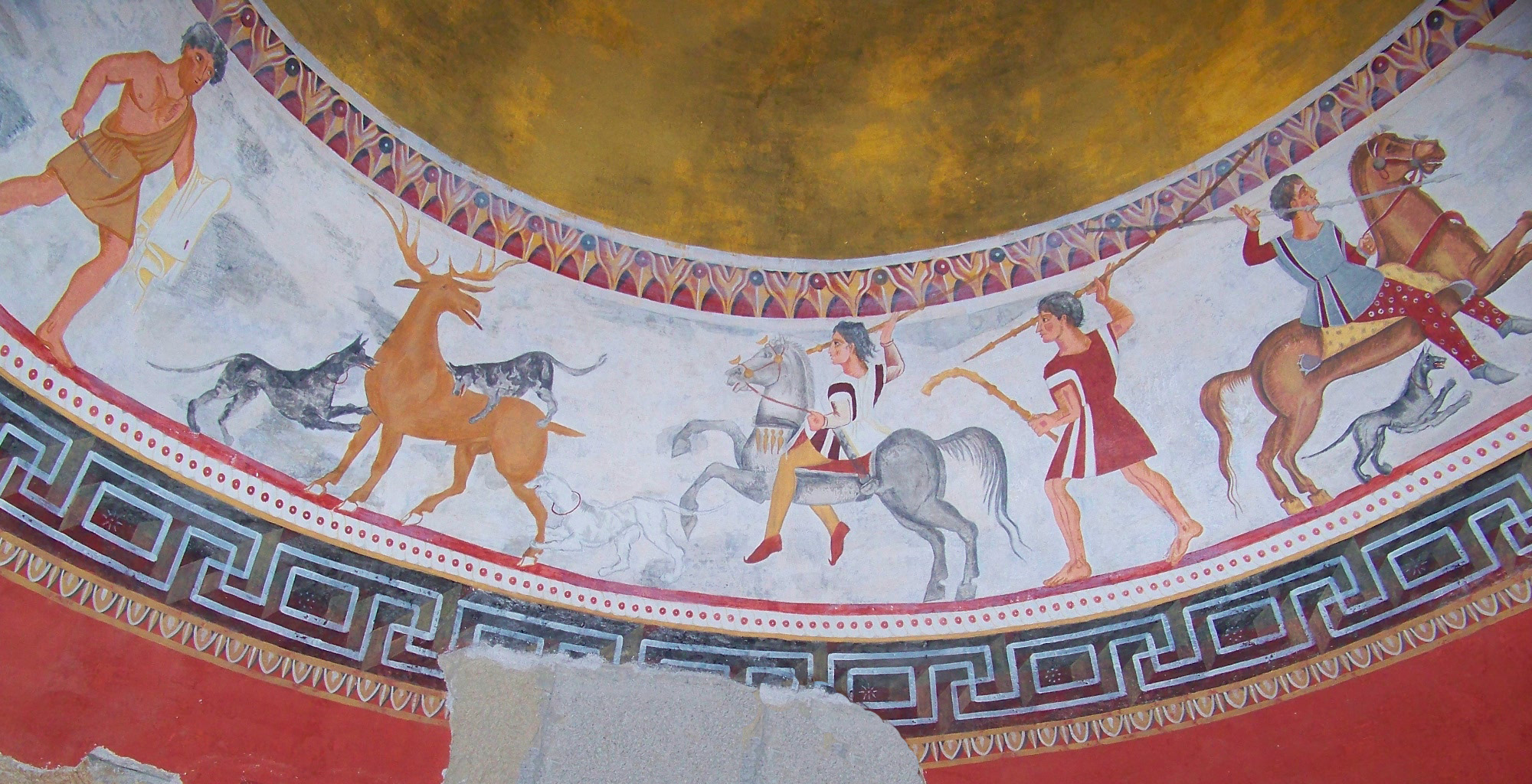
Фракийская фреска из гробницы в Александрово, IV век до н. э.

Современные болгары возникли как итог смешения трёх существовавших ранее этносов:
1. Фракийцы — коренной древний балканский индоевропейский народ, оставивший после себя культурное и генетическое наследие. Приблизительно 55% болгарского аутосомного генетического компонента имеет палеобалканское и средиземноморское происхождение и может быть отнесено к фракийцам и другим коренным балканским популяциям, предшествовавшим славянам и булгарам[23].
2. Древние славяне — индоевропейская группа племён, которая мигрировала из восточной Европы на Балканы в VI—VII веках нашей эры и навязала свой язык и культуру местным фракийским, римским и греческим общинам. Примерно 40% болгарского аутосомного компонента происходит от населения северо-восточной Европы, которое смешалось с местным населением в период между 400 и 1000 годами нашей эры[24].
3. Булгары — тюркоязычный полукочевой племенной союз, пришедший в VII в. из причерноморских степей[25] и поселившийся на северо-востоке Балкан в 7 веке нашей эры, объединившись с местным славянским и славянизированным населением. Они организовали раннесредневековую болгарскую государственность и передали свой этноним современному болгарскому этносу, в конечном итоге ассимилировавшись со славянским населением. Примерно 2,3% болгарских генов происходят из центральной Азии, что соответствует азиатским племенам, таким как булгары[26].

К началу октября 1917 года на территории Российской империи проживали около 300 тысяч болгар-колонистов (в основном, потомки тех, кто переселился в Россию в XVIII — первой половине XIX века, когда болгарские земли находились под властью Османской империи), до 15 тысяч сезонных сельхозрабочих-«огородников» и свыше 1,5 тысяч военнопленных и интернированных.

### Генетика
Болгарские генетики, изучавшие митохондриальные гаплогруппы 13 человек из трёх некрополей в Болгарии, живших в VIII—X веках, выявили генетическое сходство между древними и современными болгарами. Митохондриальные гаплогруппы, аналогичные древнеболгарским, найдены в современных европейских и западноевразийских популяциях. Митохондриальная гаплогруппа H, имеющая у современных болгар частоту 41,9 %, выявлена у 7 из 13 протоболгарских образцов. Крупное репрезентативное обследование существующих мужских линий в Болгарии показало, что гаплогруппы C, N и Q, характерные для алтайских и среднеазиатских популяций, присутствуют с незначительной частотой — всего 1,5 %. Наиболее распространённые субклады Y-хромосомных гаплогрупп у болгар это I2a1b-M423 (20,2 %), E1b1b1a1b-V13 (18,1 %), R1a1a-M17/M198 (10,0 %), R1a1a1b1-M458 (7,5 %), R1b1a2a-L23* (5,2 %), I1-M253 (4,3 %), J2b2-M241 (3,8 %), J2a-M530 (2,4 %), E1b1b1c1-M34 (1,9 %), G2a2b2a1b-L497 (1,9 %), J2a1-Page55* (1,7 %), T1a-M70 (1,6 %).
Современные болгары показывают дополнительный слой кавказской генетической примеси, которая отсутствует у балканского населения бронзового века (BAB), являющегося смесью степных мигрантов и ранних европейских земледельцев (EEF). Кавказскую примесь у современных болгар удалось расколоть на три составляющих. Самый сильный — кавказский компонент, который отличает современных болгар от других балканских народов — был получен протоболгарами от алан салтово-маяцкой культуры. Минойский компонент современные болгары получили в основном за счёт обмена населением с Византией, а фракийский компонент бронзового века — через смешение с раннесредневековыми славянами.

## Язык

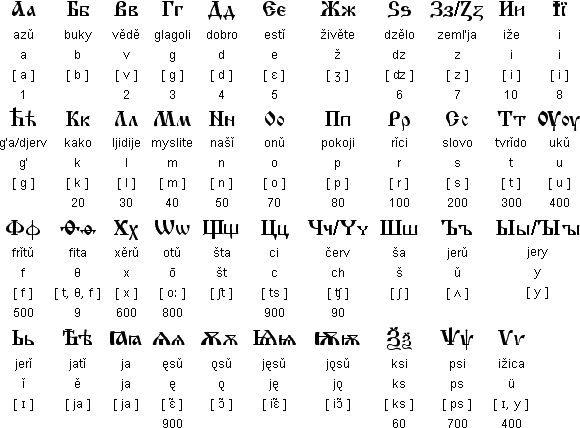
Кириллица средневекового староболгарского языка

Болгарский язык относится к южной подгруппе славянской группы индоевропейской языковой семьи.
Общее количество говорящих на болгарском языке в мире — более 9 миллионов человек.
На письме используется болгарский алфавит, основанный на кириллице. В нём отсутствуют буквы «Э», «Ы» и «Ё», а буква «Ъ» обозначает гласный звук [ɤ]. Фонетика болгарской речи отличается отсутствием палатализованных согласных в сравнении с остальными славянскими языками.
В отличие от большинства славянских языков, в болгарском языке падежи исчезли, зато используются определённый и так называемый «нулевой» артикли.
Лексически болгарский язык довольно близок к старославянскому и македонскому, и до сих пор содержит множество слов, которые считаются архаичными в восточнославянских языках.
Ввиду многовекового турецкого владычества болгарский язык содержит много слов тюркского происхождения.
Болгарский язык — официальный язык Республики Болгария. На нём написана обширная художественная и научная литература. На бессарабской части Украины и в Молдавии он является официальным языком болгарской общины.

## Этнографические и субэтнические группы
В прошлом для болгар были характерны региональные различия диалектных, конфессиональных, культурных и бытовых особенностей, отчасти сохраняющиеся и в настоящее время. В том или ином регионе сложились обособленные группы болгарского народа: этнографические и субэтнические группы рупцев, полянцев, балканджиев, шопов, македонцев, тракийцев, добруджанцев и других.

## Карты

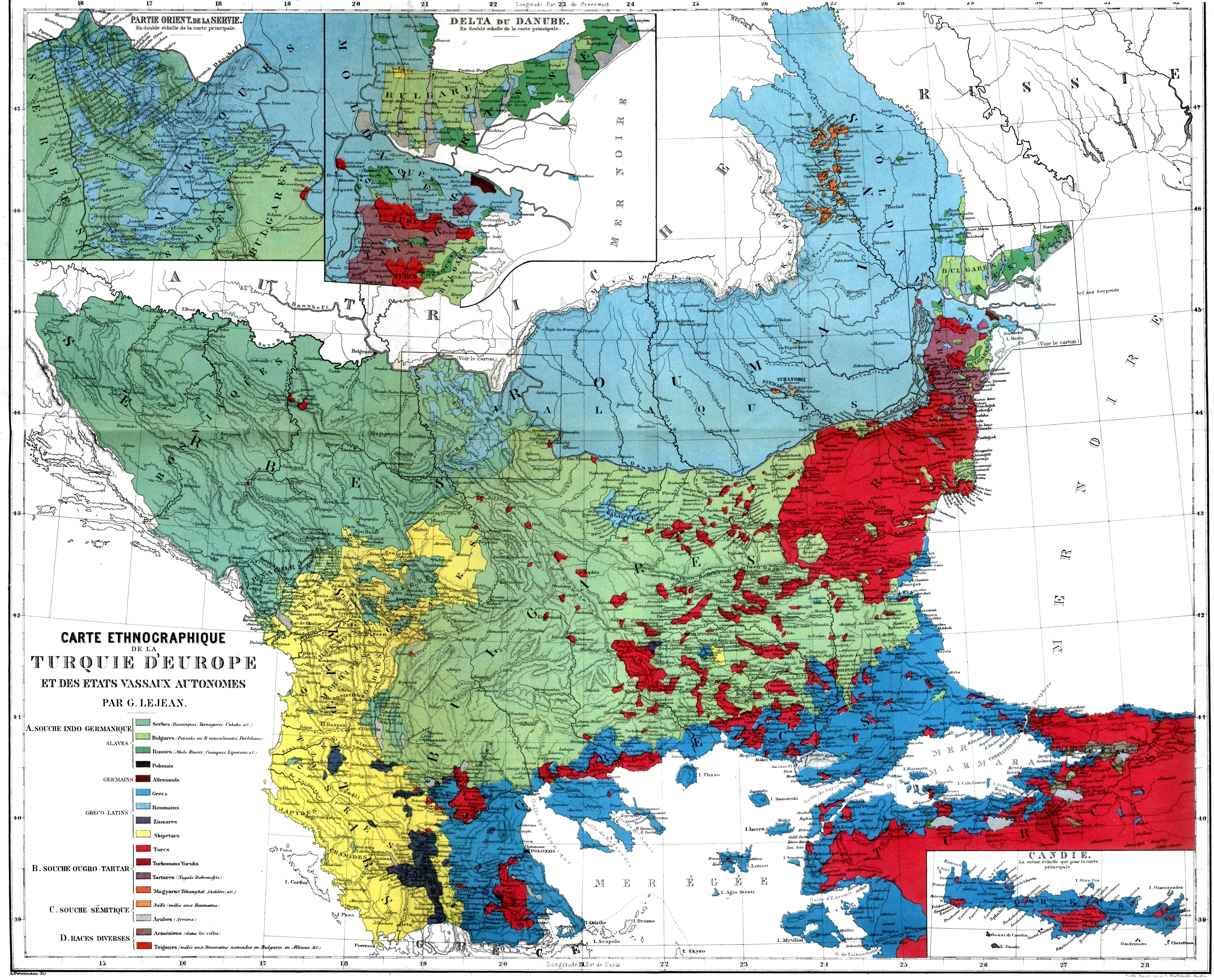
Этническая карта европейской Турции, Гийом Лежан (1861)
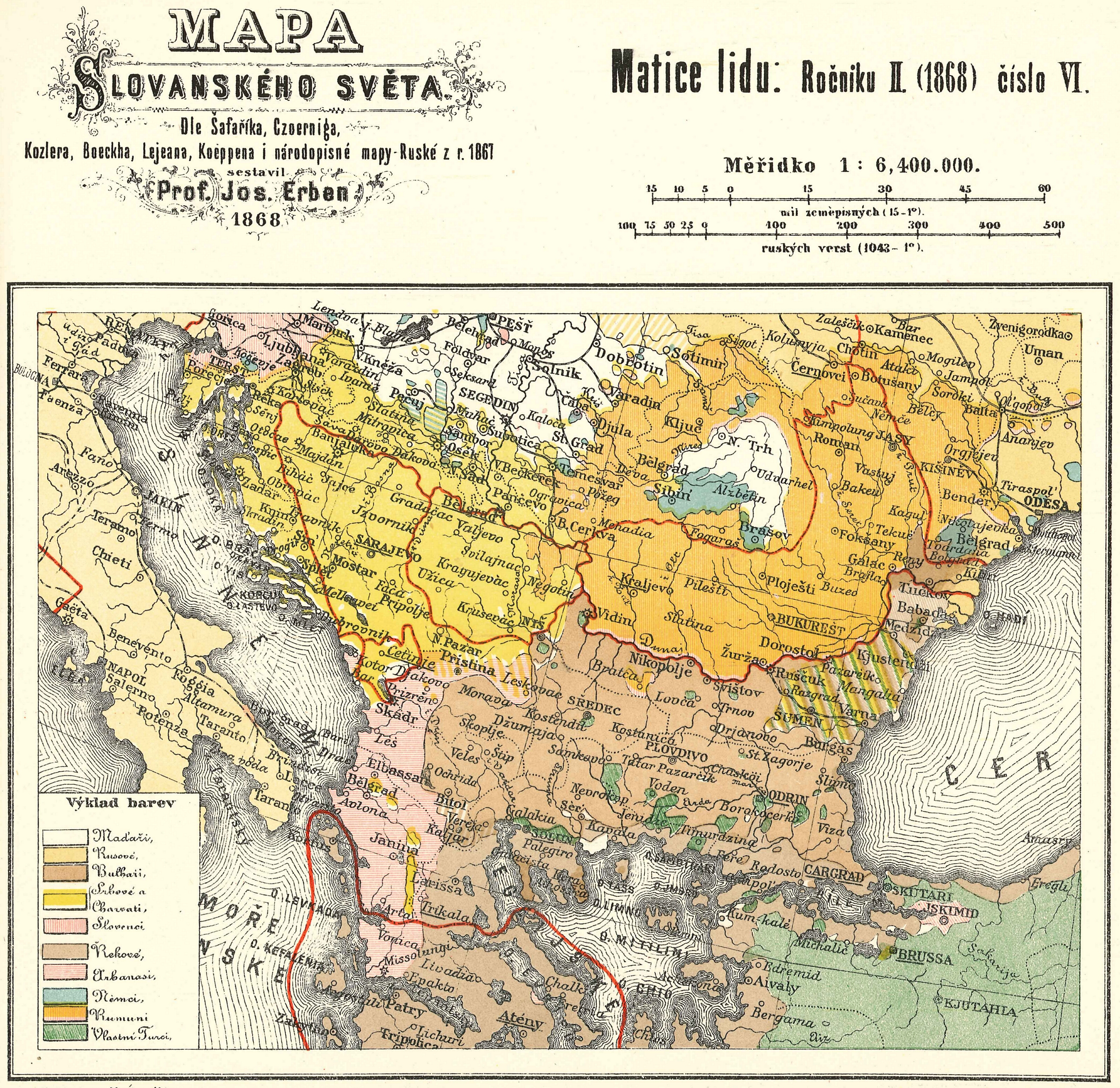
Карта славянского мира, Иос Эрбан, 1868
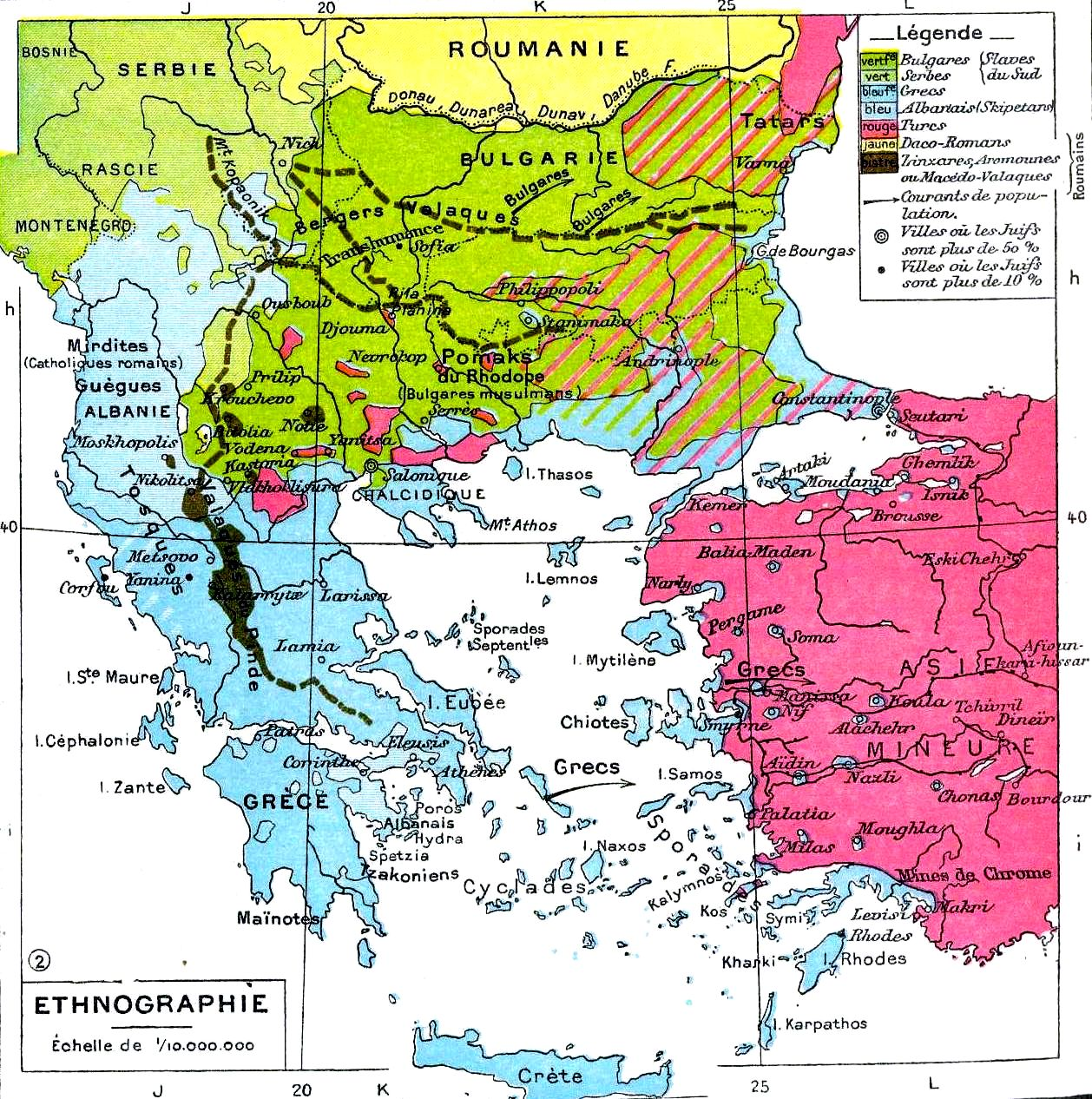
Карта Генри Уилкинсона с 1876 года
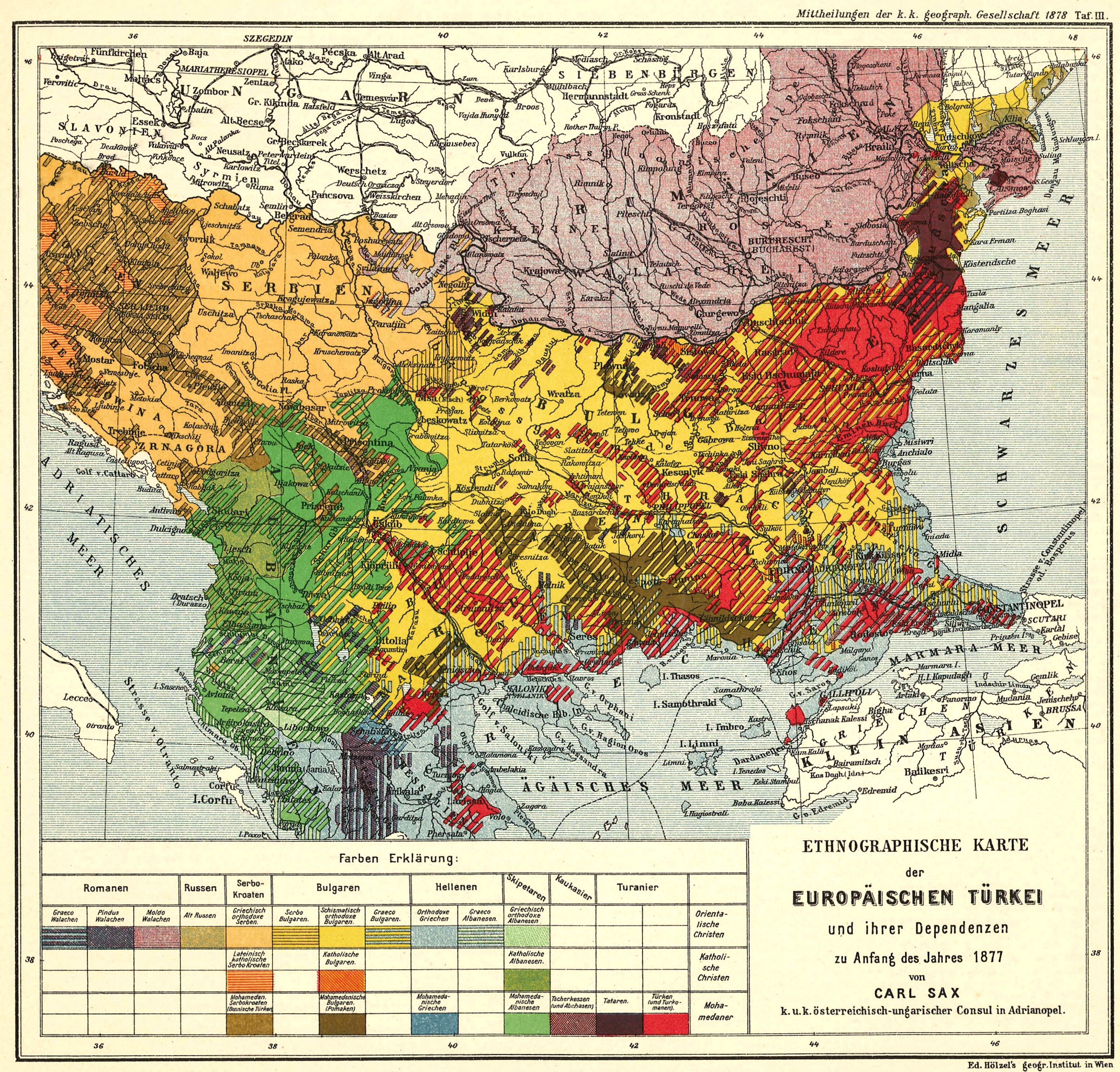
Этническая карта европейской Турции в 1877 году, австро-венгерский консул Карл Сакс
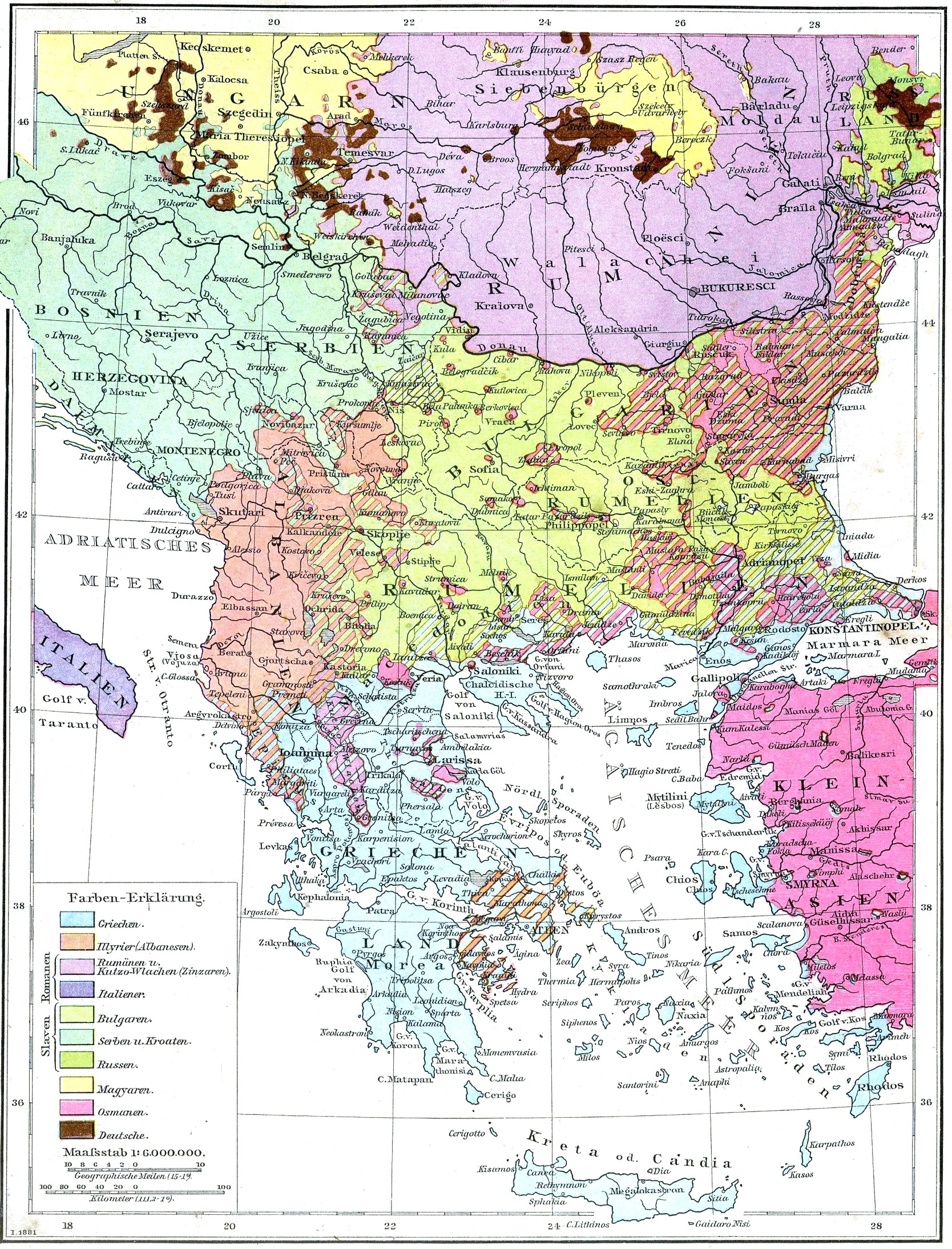
Народы Балканского полуострова, Андреес Хандатлас, 1881
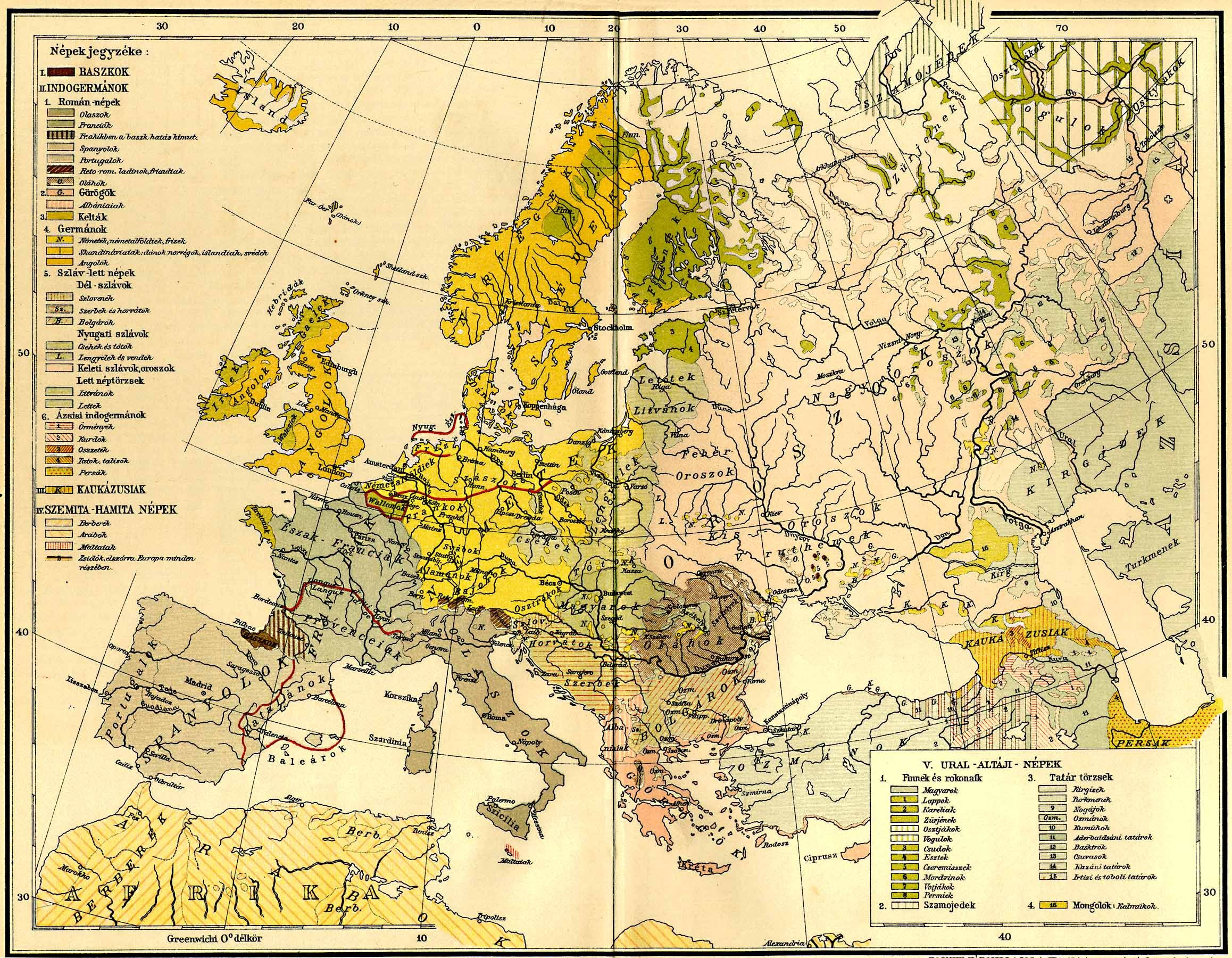
Венгерская этническая карта Европы, 1897
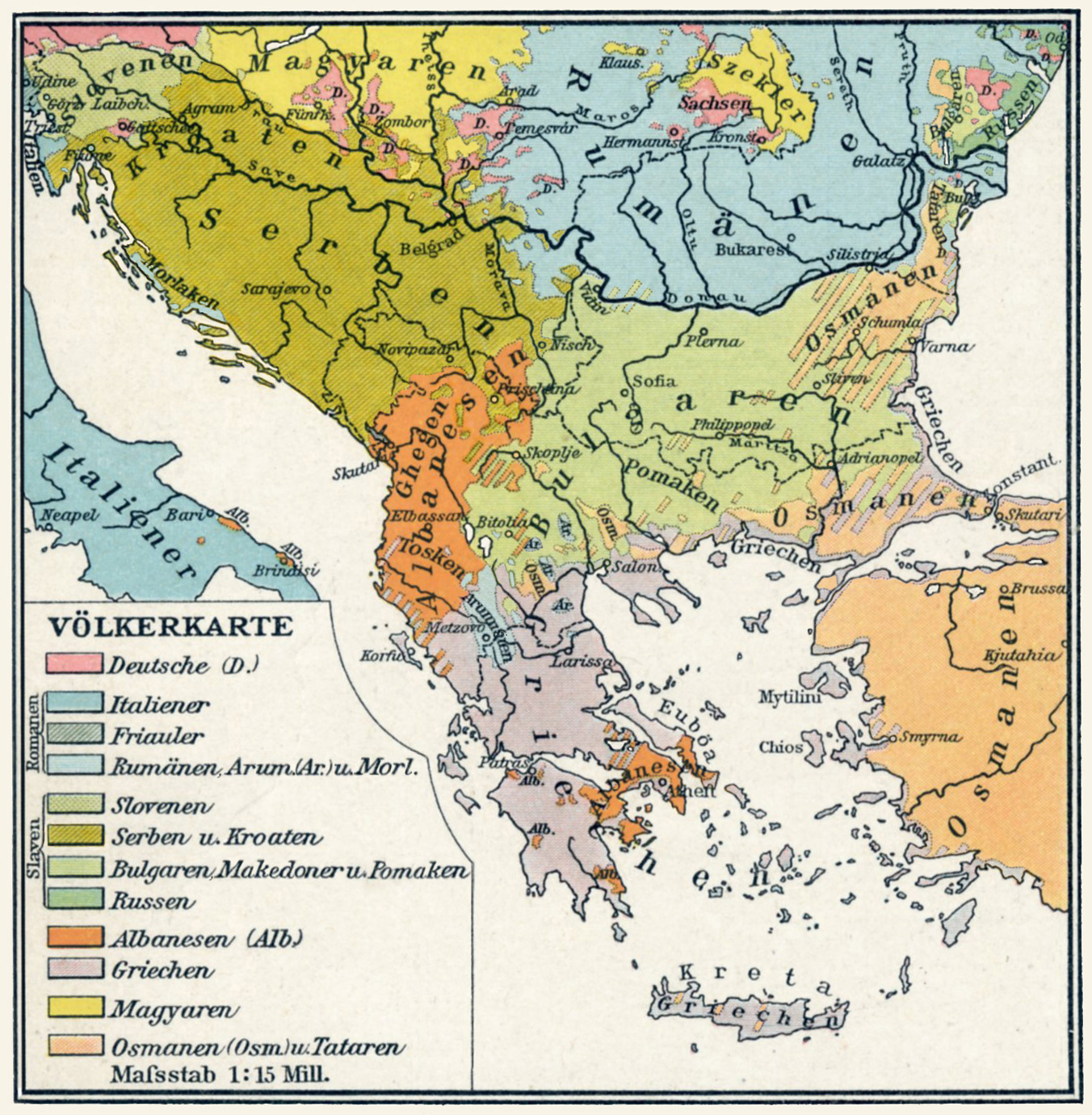
Карта A. Scobel, Андреес Хандатлас, 1908
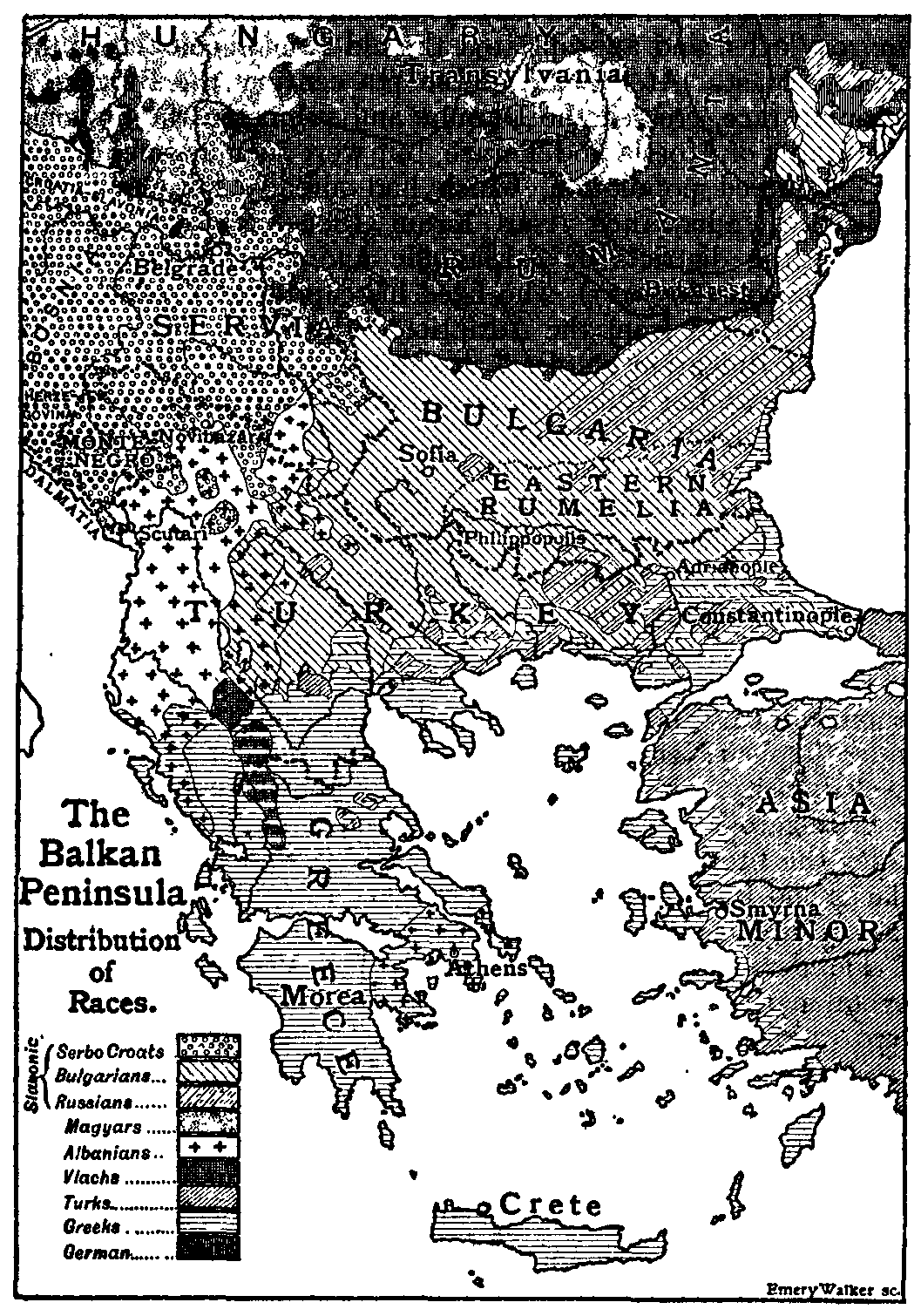
Распределение балканских народов в 1911 году, Энциклопедия Британника
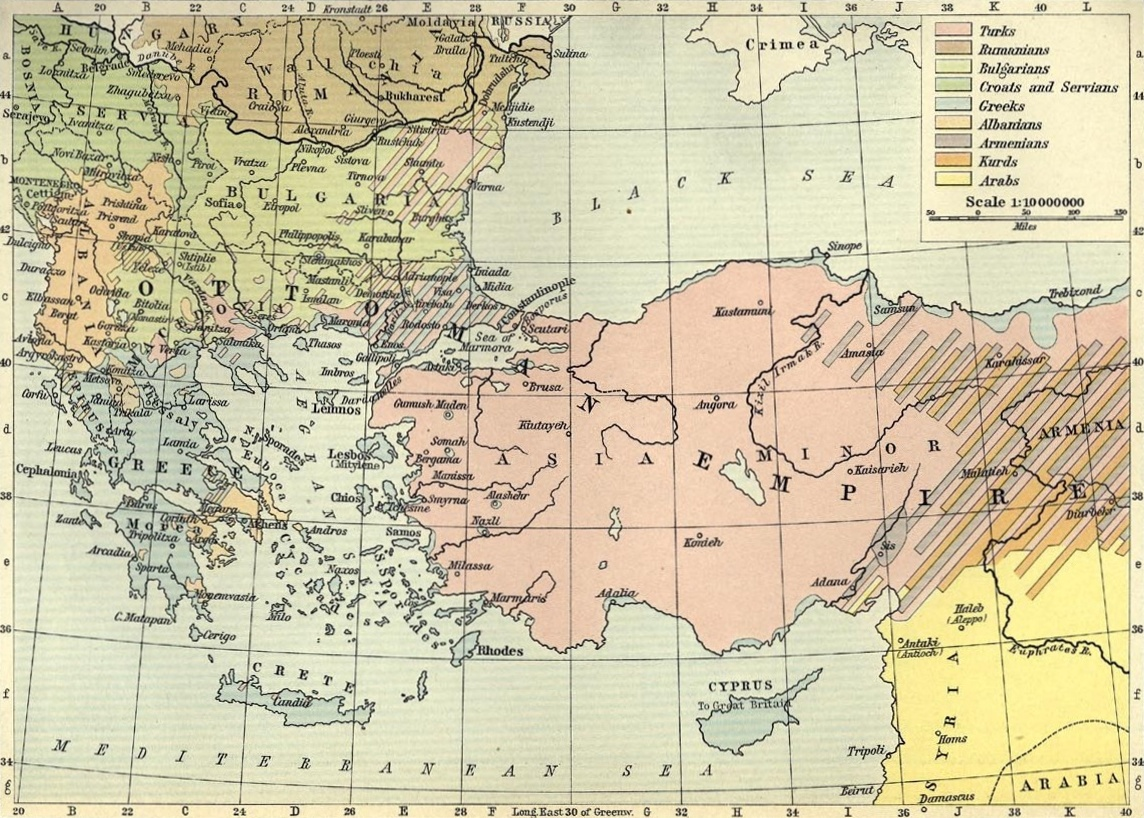
Этнические группы на Балканах и Малой Азии, Уильям Шеферд, 1911
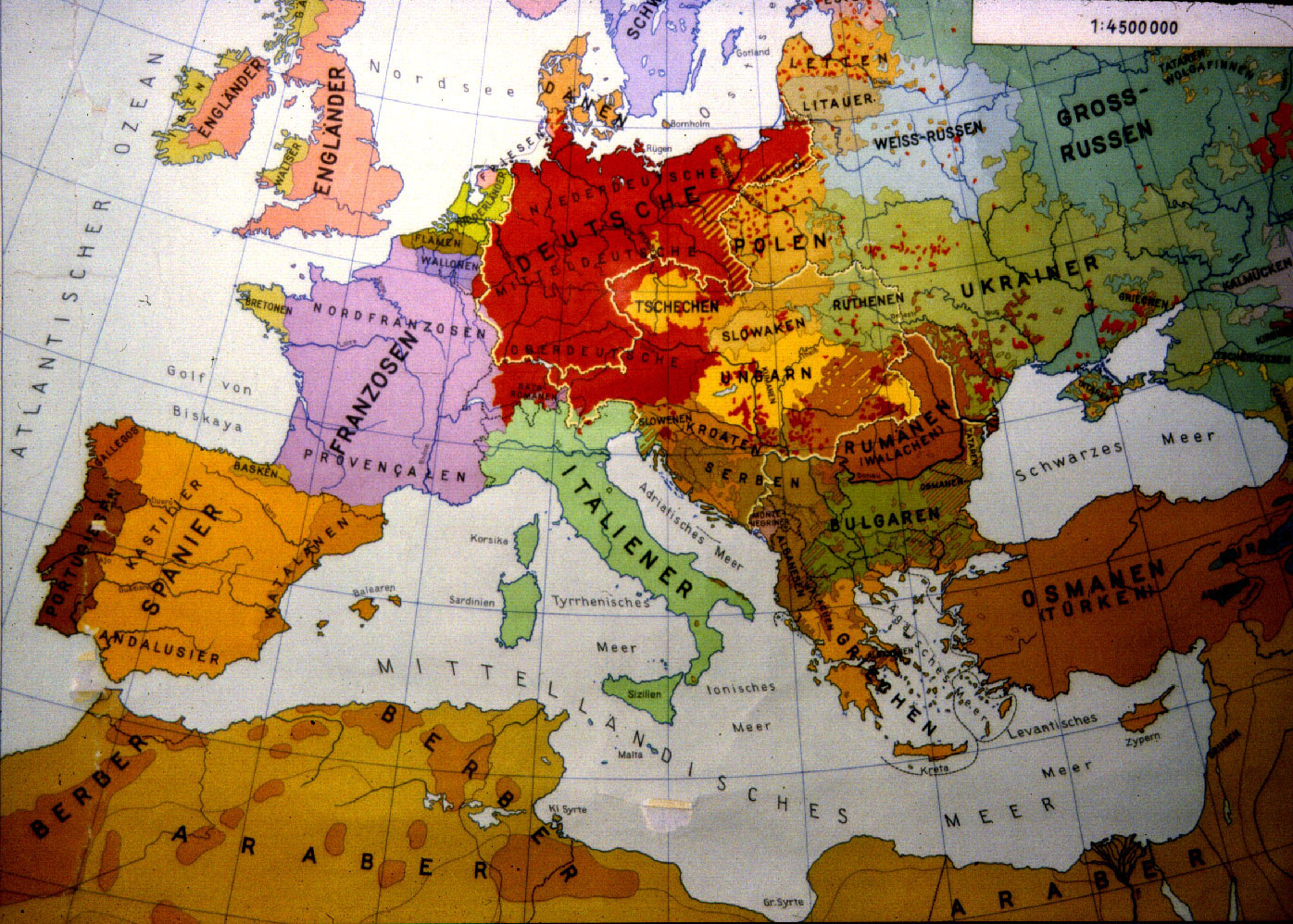
Распространение европейских народов в 1914 году, согласно Л. Равенштейну
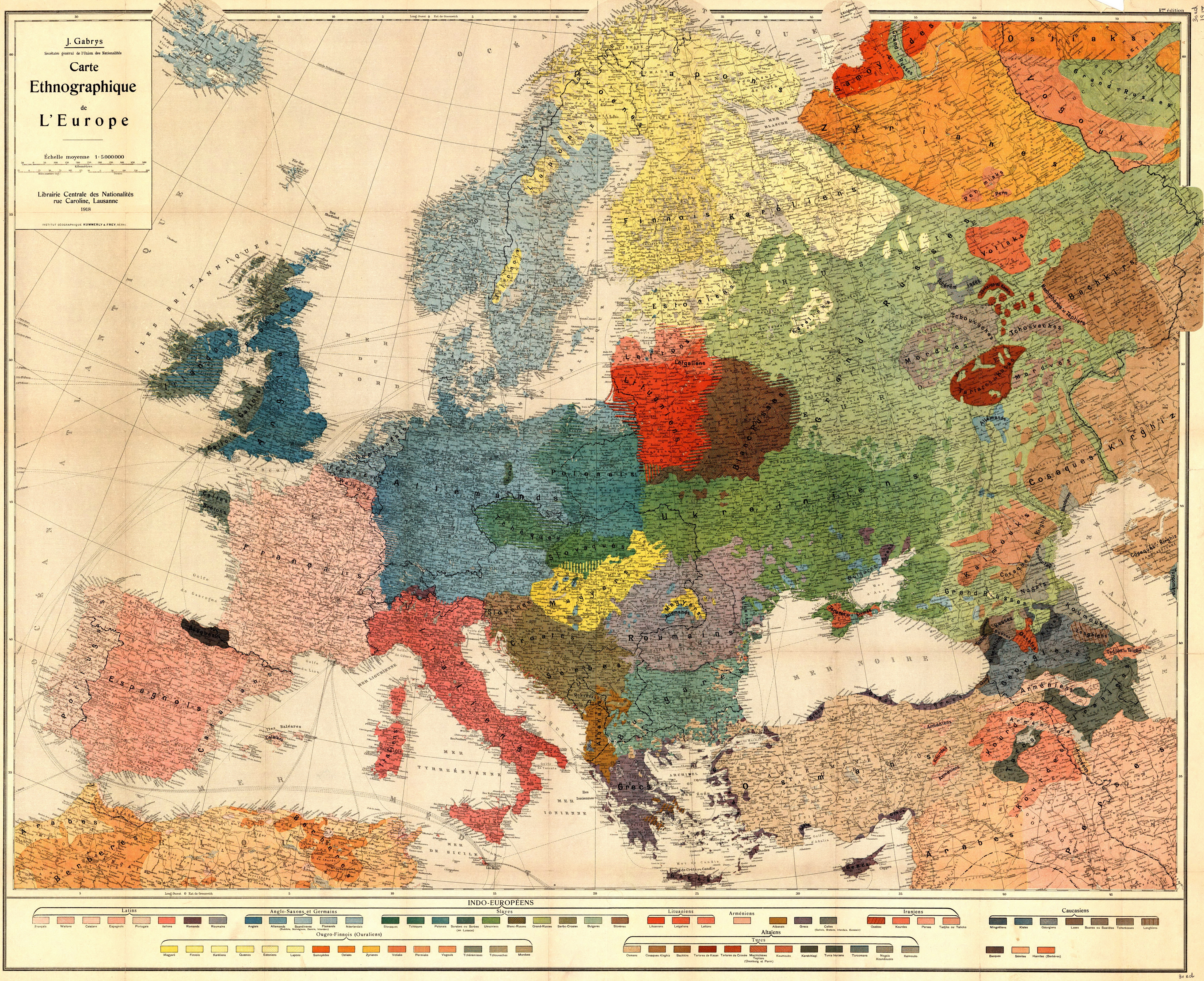
Швейцарская этнографическая карта Европы, опубликованная в 1918 году Юозасом Габрисом
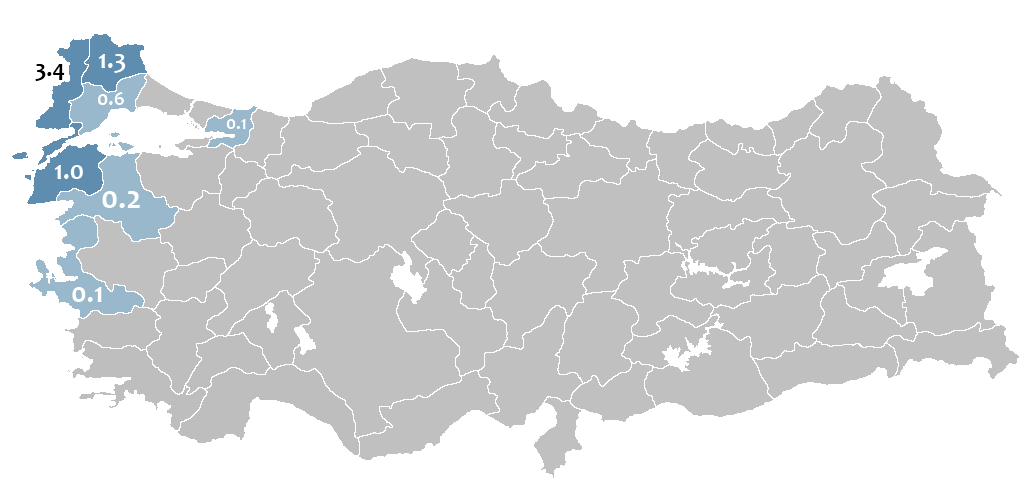
Процент помаков по первому языку в соответствии с переписью 1965 года, за исключением болгарского языка
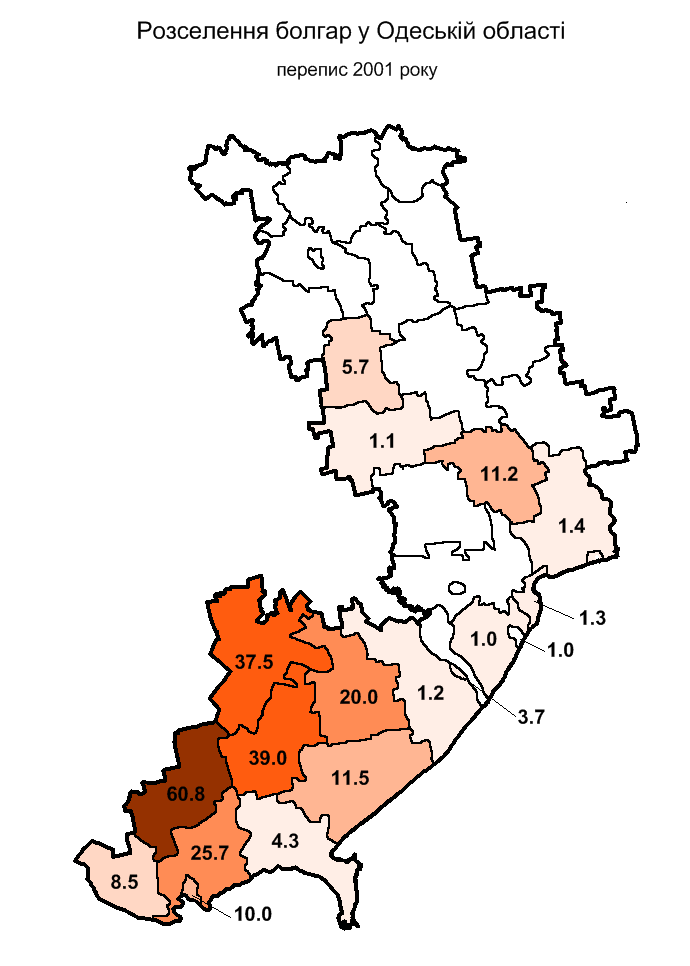
Распределение болгар в Одесской области, Украина по переписи 2001 года
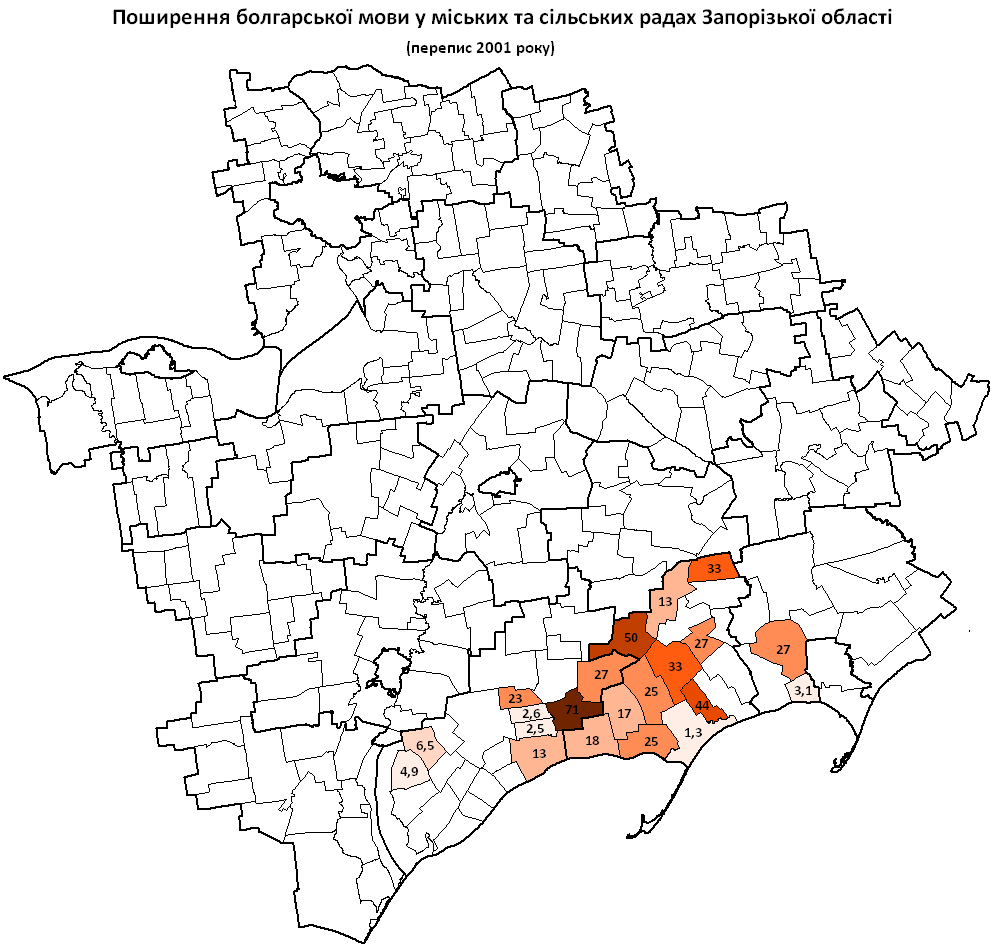
Распределение болгар по первому языку в Запорожской области, Украина по данным переписи 2001 года
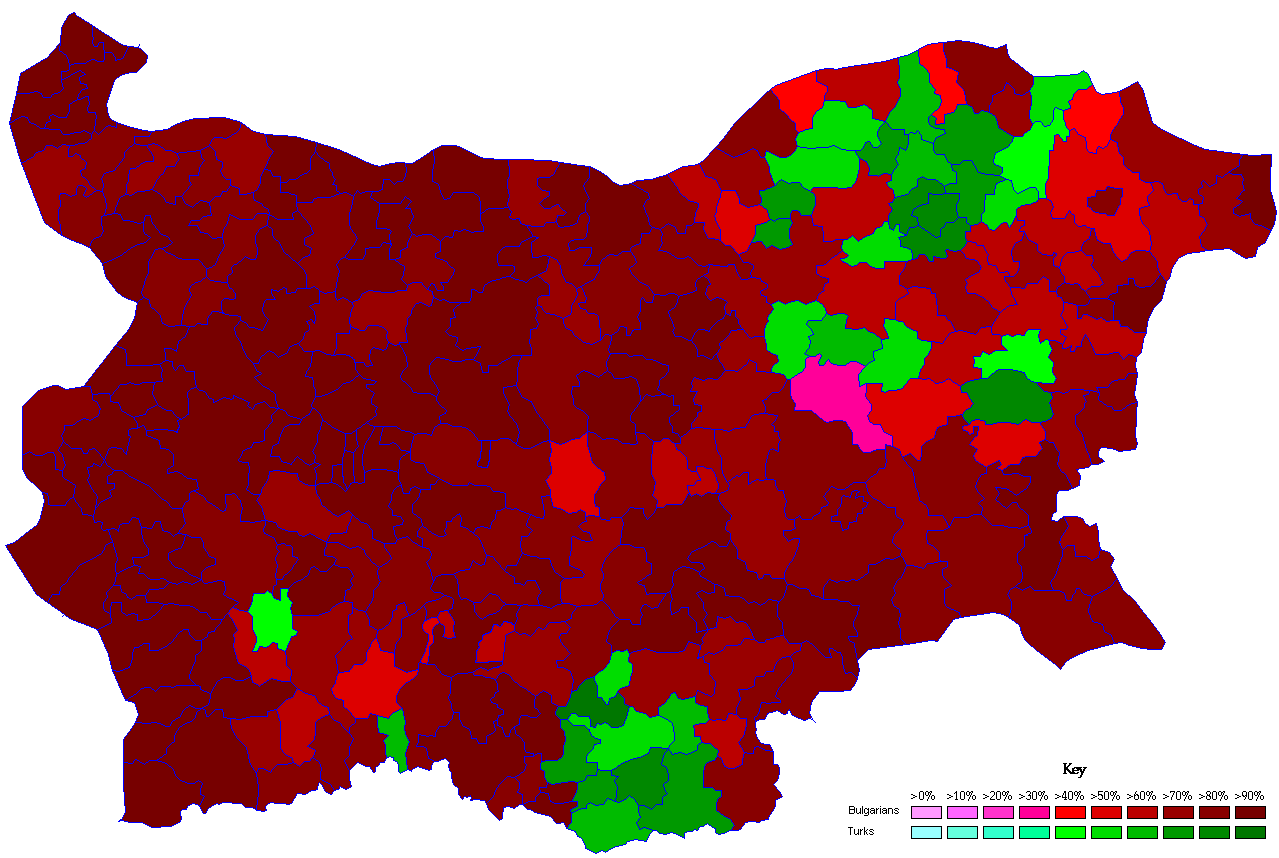
Распределение преобладающих этнических групп в Болгарии в соответствии с переписью 2011 года
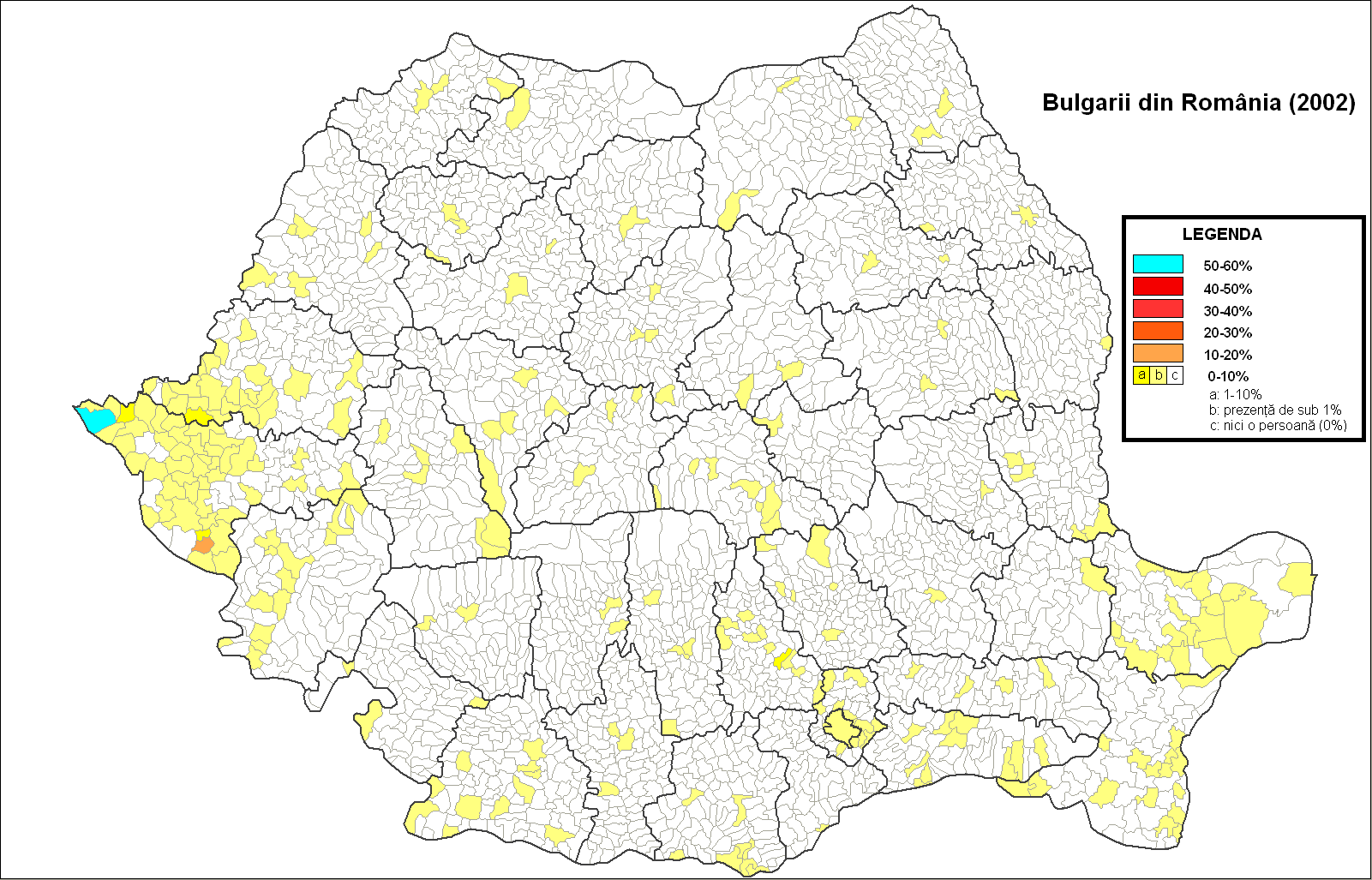
Распределение болгар в Румынии в соответствии с переписью 2002 года
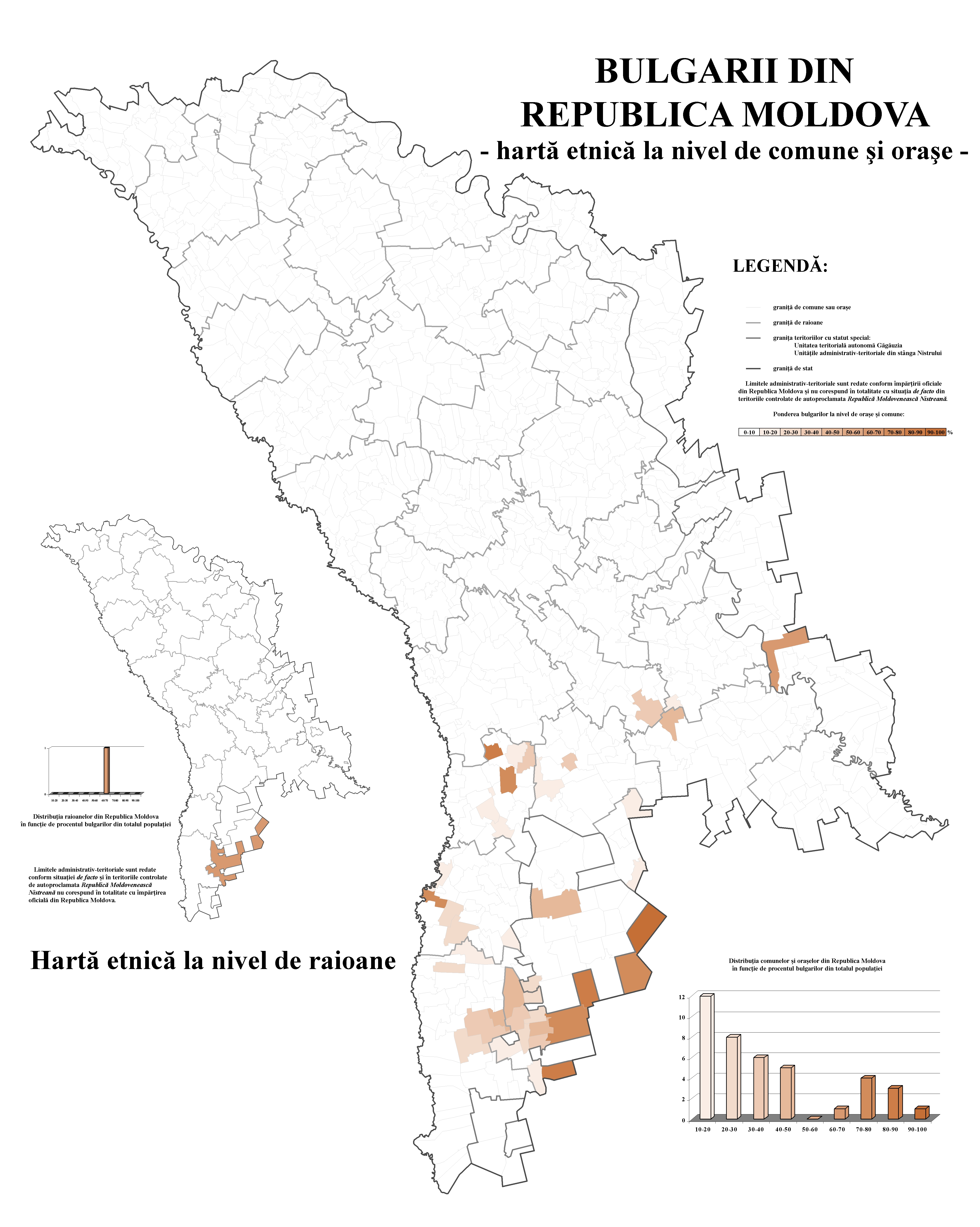
Распределение болгар в Молдавии в соответствии с переписью 2004 года